# Berge (Baixa Saxônia)
Berge é um município da Alemanha localizado no distrito de Osnabrück, estado da Baixa Saxônia.
Pertence ao Samtgemeinde de Fürstenau.